# Jean de Bourgogne (1415-1491)
Pour les articles homonymes, voir Jean de Bourgogne et Jean de Nevers.
Jean de Bourgogne (Clamecy, peu avant le 20 octobre 1415 - Nevers, 25 septembre 1491) est un comte de Nevers, de Rethel (1464-1491) et d'Eu (1472-1477) 

## Biographie
Jean est le fils puîné de Philippe de Bourgogne, comte de Nevers et de Rethel, et de sa seconde épouse, Bonne d'Artois. Il naît à Clamecy en octobre 1415, quelques jours avant la mort de son père à la bataille d'Azincourt, le 25 octobre. Bien que de nombreux généalogistes fixent la naissance de Jean au 25 octobre 1415, soit le jour de la mort du comte de Nevers, les sources comptables bourguignonnes prouvent qu'il est déjà né le 20 octobre, date où Jean sans Peur, son oncle et futur parrain, quitte Argilly « pour aller à Clamecy, au baptisement du filz de Monseigneur le conte de Nevers nouvellement né ». Un autre document d'archive confirme que le lendemain, 21 octobre, le duc séjourne à Clamecy pour son baptême. D'après deux recueils d'astrologie du XVe siècle du médecin et astrologue Simon Belle contenant plusieurs horoscopes princiers, il serait né précisément le 17 octobre,.
Étant fils cadet, Jean ne peut pas prétendre à recevoir un gros héritage, et son arrière-grand-père Jean Ier de Berry (grand-père maternel de Bonne d'Artois) lui lègue le comté d'Étampes. Ce dernier meurt en 1416, mais le Conseil du roi de France conteste le legs qui est annulé par un procès. Après être retourné au domaine royal, le comté est donné en 1421 à Richard de Bretagne.
Jean combat dans l'armée de son cousin Philippe le Bon, duc de Bourgogne et opère en Picardie (1434), à Calais (1436), au Luxembourg (1443) et en Flandre (1453), mais il se brouille mortellement avec le fils héritier, Charles le Téméraire et se rallie à Louis XI.
À la mort de son frère Charles de Bourgogne, en 1464, il hérite des comtés de Nevers et de Rethel.
En 1465, il est un partisan et un soutien de Louis XI contre la Ligue du Bien public. Le 10 août, lors du siège de Paris, Louis XI le nomme lieutenant général pour la durée de son séjour en Normandie afin de lever des troupes. Il remplace à ce poste le suspect Charles de Melun, dont le roi craint la duplicité avec certains princes rebelles. Par leur attitude énergique, le comte Jean et le prévôt des marchands Henri de Livres parviennent à éviter que certains notables ne livrent la ville aux ligueurs.
Le roi l'incite à prétendre au duché de Brabant et à se soulever contre la branche aînée de la Maison de Bourgogne, celle des ducs, qui avaient récupéré le Brabant à la mort de Philippe en 1430. Profitant de la mort de son cousin Philippe le Bon en juin 1467, Jean est intronisé le 12 juillet 1467 duc de Brabant à Louvain, aux dépens du Téméraire, mais ce n'est qu'un succès éphémère, il ne parviendra pas à se maintenir. Cependant, il se pare jusqu'à la fin de ce titre, et sa veuve Françoise d'Albret d'Orval après lui comme duchesse titulaire douairière de Brabant. 
En 1472, il hérite le comté d'Eu de son oncle maternel Charles, comté qu'il vend en 1476 à Charles le Téméraire.
A la fin de sa vie, sa santé mentale se dégrade et il semble souffrir de démence. Mort à Nevers le 25 septembre 1491, il est inhumé, conformément à ses dernières volontés, dans la cathédrale Saint-Cyr de cette même ville, nécropole familiale des comtes de Nevers de la maison de Bourgogne où reposaient déjà son frère aîné Charles († 1464), la veuve de celui-ci, Marie d'Albret, ainsi que la seconde des épouses de Jean, Paule de Brosse.

## Mariages et enfants
Il épouse en premières noces à Amiens en 1435 Jacqueline († 1470) fille de Raoul III d'Ailly, vidame d'Amiens et de Jacqueline de Béthune. De ce premier mariage, il a :
- Élisabeth (1439 † 1483), mariée à Bruges le 22 avril 1455 à Jean Ier (1419 † 1481), comte de Clèves. Son père la désigne comme héritière de Nevers, mais elle meurt avant lui. C'est donc son fils Engilbert de Clèves qui devient comte de Nevers en 1491, puis après lui son fils Charles II, époux de la comtesse Marie d'Albret ci-dessous et père du duc François de Clèves-Nevers.
- Philippe, né en décembre 1446, mort à Bruxelles le 7 mai 1452.

Veuf, il se remarie au château de Boussac le 30 août 1471 avec Paule de Brosse (1450 † 1479), fille de Jean II de Brosse, comte de Penthièvre, et de Nicole de Châtillon. Ils ont :
- Charlotte (1472 † 1500), comtesse de Rethel, mariée en 1486 avec Jean d'Albret († 1524), seigneur d'Orval (voir ci-dessous)  d'où : Marie d'Albret d'Orval comtesse de Rethel, qui épouse son petit-cousin Charles II de Clèves-Nevers : avec leur fils le duc François ci-dessus, les comtes de Rethel et les comtes de Nevers se sont retrouvés ; et sa sœur cadette Charlotte d'Albret d'Orval, dame d'Isles, Orval et Lesparre, épouse d'Odet de Foix.

En troisièmes noces, il épouse à Châlus-Chabrol le 11 mars 1480 Françoise d'Albret (1454 † 1521), fille d'Isabelle de la Tour d'Auvergne et d'Arnaud Amanieu seigneur d'Orval (un frère de Marie d'Albret, fille de Charles II d'Albret ci-dessus et femme du comte Charles Ier de Nevers, frère aîné de notre comte Jean de Nevers, qui épouse donc la nièce de sa belle-sœur), et sœur de Jean d'Albret d'Orval († 1524, ci-dessus ; donc gendre puis beau-frère de notre comte Jean de Nevers ! ; comte de Rethel par son mariage avec Charlotte).
Il a plusieurs fils illégitimes :
- Jean, qui est moine à Nevers
- Gérard, vivant en 1476

Il en légitime deux autres nés de Marguerite de Ghistelles :
- Pierre de Nevers
- Philippe de Nevers († 1522), seigneur de Rosoy, marié en 1480 à Marie de Roye († 1488), et père de Françoise, dame de Rosoy, (1480 † 1527), mariée à Philippe de Halewyn, seigneur de Piennes († 1517)